# Neoscaptia affinis
Neoscaptia affinis là một loài bướm đêm thuộc phân họ Arctiinae, họ Erebidae.